# Амія Майлі
Амія Майлі (англ. Amia Miley; * 23 листопада 1990, Сателліт-Біч, Флорида, США) — американська порноакторка.

## Раннє життя
Народилася 23 листопада 1990 року в штаті Флорида, США, в невеликому містечку Сателіт-Біч, з населенням 3000 осіб.

## Порноіндустрія
Заробляла стриптизом. В порноіндустрію потрапила в 2008 році через кастинг з допомогою своїх подруг-стриптизерок. Перший порнофільм — «Absolute Asses», приніс їй популярність. Знімається для порностудій: Amateur Disctrict, Vivid, Teravision (Tera Patrick's studio), Twistys, Club Jenna (Jenna Jameson's movie company), Hustler, Evil Angel, Red Light District, Zero Tolerance, 3rd Degree, Metro, Lethal Hardcore, Sin City, Adam and Eve, Jules Jordan, Blazing Pornstars і Wicked Pictures. 
Знялася в понад 200 порнофільмах.

## Премії і номінації
- 2010 номінація на XRCO Award — Cream Dream[8]
- 2010 фіналістка FAME Award — New Favorite Starlet[9]
- 2011 номінація на NightMoves Award — Best New Starlet[10]
- 2011 номінація на AVN Award — Краща нова старлетка[11]
- 2011 номінація на XBIZ Award — Best Starlet of the Year[12]
- 2011 номінація на XRCO Award — Cream Dream[13]
- 2012 номінація на AVN Award — Best Tease Performance, Sex Dolls[14]

## Фільмографія
- Badass School Girls 3 (2009)
- Boffing the Babysitter 3 (2009)
- I Wanna B A Porn Star (2009)
- Jailbait 7 (2009)
- King Dong 3 (2009)
- Naughty Bookworms 17 (2009)
- She Is Half My Age 10 (2009)
- Babysitter Diaries 2 (2010)
- Barely Legal Babysitters 2 (2010)
- Bus Stop Girls (2010)
- Cheerleaders Academy (2010)
- Hocus Pocus XXX (2010)
- My Stepdaughter Tossed My Salad (2010)
- Sex Dolls (2010)
- Slut Puppies 4 (2010)
- Teen Babysitters 1 (2010)
- Beach Patrol 2 (2011)
- Girl Next Door 11 (2011)
- Pornstars Punishment 4 (2011)
- Teacher Is Picking On Me (2011)
- Teens In Tight Jeans (2011)
- Hot Teen Next Door 7 (2012)
- Teens Like It Big 13 (2012)
- Massage Creep 7 (2013)